# Hermann Scherchen
(Pierre Boulez, Punti di riferimento)
Hermann Scherchen (Berlino, 21 giugno 1891 – Firenze, 12 giugno 1966) è stato un direttore d'orchestra e violinista tedesco, conosciuto soprattutto per le esecuzioni di musica del XX secolo, anche se fu appassionato interprete degli autori classici, romantici e tardoromantici.

## Biografia
Compiuto un regolare corso di studio di violino, iniziò la carriera musicale come violinista a Berlino nel 1907 solo per tre mesi, mentre si formò da autodidatta per quanto concerne la direzione d'orchestra e le varie discipline musicali in generale. Nel 1911 l'incontro con Arnold Schönberg fu determinante per la sua attività futura. L'anno successivo diresse infatti il Pierrot Lunaire e la Sinfonia da camera op.9. Nel 1914, allo scoppio della prima guerra mondiale, era a capo dell'Orchestra Sinfonica di Riga. Dopo la guerra fondò a Berlino una società per la musica nuova, un quartetto (lo Scherchen-Quartett) e la rivista musicale "Melos". Negli anni successivi fu attivo come direttore a Lipsia, Francoforte sul Meno, Königsberg, Winterthur. 
Nel 1922 dirige la prima assoluta di Kammermusik n. 1 di Paul Hindemith a Donaueschingen, nel 1924 di Drei Bruchstücke aus Wozzeck di Alban Berg a Francoforte sul Meno, nel 1927 di Kammerkonzert di Berg a Berlino e nel 1929 di Il volo oceanico e di Tempo der Zeit di Hanns Eisler a Baden-Baden per la radio.
Sempre nel 1929 dirige la Rapsodia n. 1 per violino e orchestra di Béla Bartók con Joseph Szigeti a Königsberg, nel 1930 la prima assoluta di Der Wein di Berg a Francoforte sul Meno e nel 1931 di Die Mutter di Alois Hába al Staatstheater am Gärtnerplatz di Monaco di Baviera.
Nel 1933 divenne inoltre direttore musicale delle trasmissioni radiofoniche tedesche e fondò la società musicale "Musica viva". Sempre nel 1933 si trasferì in Svizzera, a causa del regime nazista instaurato in Germania, ed animò la vita culturale della musica nella città di Winterthur (cantone di Zurigo) dirigendo l'orchestra locale, oggi conosciuta come Orchester Musikkollegium Winterthur. 
Tra il 1945 e il 1950 è stato primo direttore dell'Orchestra della Radio Svizzera e successivamente si impegnò attivamente come esecutore in seno ai Corsi estivi per la nuova musica di Darmstadt. 
Nel 1954 fondò a Gravesano un laboratorio di musica elettronica. L'ultimo incarico importante risale al 1960 quando divenne primo direttore della Nordwestdeutschen Philharmonie di Herford.
Scherchen è stato un grande interprete di autori come Arnold Schönberg, Alban Berg, Anton Webern, Paul Hindemith, Ernst Křenek, Richard Strauss, Karl Amadeus Hartmann, Edgard Varèse, Bruno Maderna, Luigi Nono, Luigi Dallapiccola, Gian Francesco Malipiero, Paul Dessau, Boris Blacher, 
Hans Werner Henze, Karlheinz Stockhausen, Iannis Xenakis. Egli si prodigò nel corso della sua attività per far conoscere la musica della sua epoca, svolgendo un ruolo di infaticabile animatore di incontri dedicati al repertorio più attuale, fondando inoltre a sue spese una casa editrice (la Ars Viva Verlag) dedicata alle composizioni di autori sconosciuti. Nonostante ciò le sue conoscenze e il suo mestiere erano ben radicate nel solco della tradizione musicale tedesca.
Autore di scritti estetici e didattici (tra cui si ricorda il Lehrbuch des Dirigierens, tradotto in Italia nel 1965 come Manuale del direttore d'orchestra), Scherchen si dedicò inoltre all'orchestrazione dell'Arte della fuga di Johann Sebastian Bach.
Scrisse inoltre alcuni lavori di musica da camera tra cui un quartetto, un trio e la Sonata per pianoforte op. 5.
Ha avuto rapporti con Elias Canetti che ne dipinge l'interessante e complessa personalità nel romanzo autobiografico Il gioco degli occhi, capitolo Il direttore d'orchestra e successivi, narrando anche della passione di Scherchen per Anna Mahler, figlia del grande musicista Gustav e nota scultrice.
Morì il 12 giugno 1966, pochi giorni dopo aver riportato una ferita cadendo mentre dirigeva l'orchestra del Maggio Musicale Fiorentino ne L'Orfeide di Gian Francesco Malipiero.